# Theater an der Wien

Zuschauerraum. Seit den Umbauten um 1901 und 1960 mit fünf statt sechs Rängen.

Logo (ab 2022)

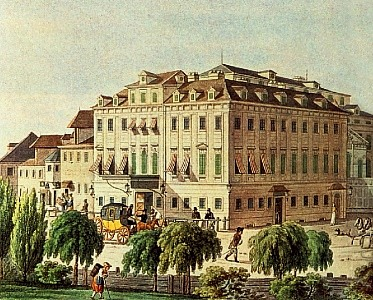
Fassade um 1815 am Wienfluss

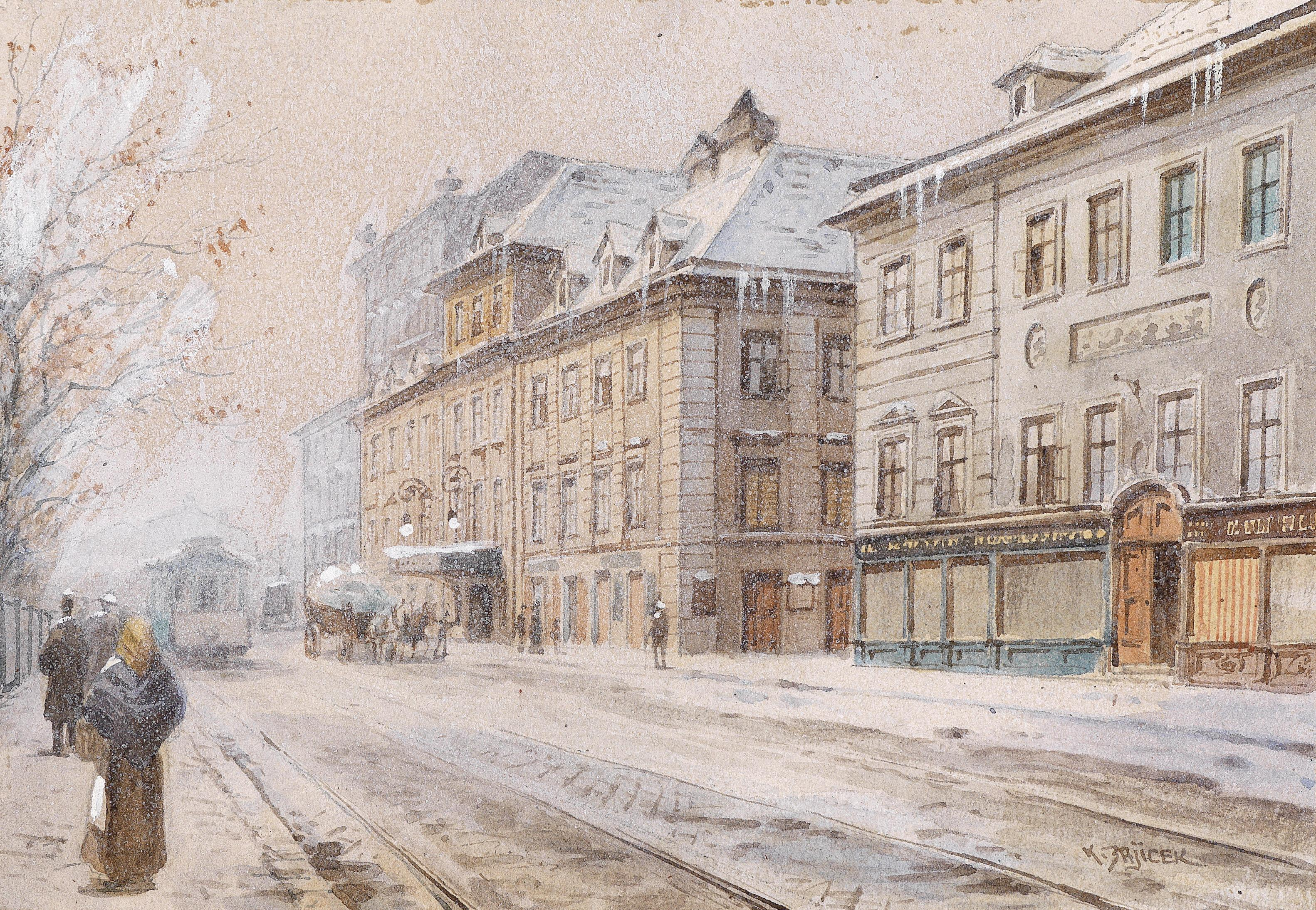
K. W. Zajicek: Zustand Vorderseite um 1900 vor dem Umbau durch Fellner & Helmer

Das Theater an der Wien ist ein traditionsreiches Theater an der Linken Wienzeile, im 6. Wiener Gemeindebezirk Mariahilf, welches im Verbund der Vereinigten Bühnen Wien betrieben wird. Unter der Intendanz von Roland Geyer von 2006 bis 2022 trug es den Beinamen „Das neue Opernhaus“ bzw. „Das Opernhaus“. Seit 2022 ist der international renommierte Opernregisseur Stefan Herheim Intendant und zeichnet unter dem Namen MusikTheater an der Wien für die Programmierung verantwortlich. Das Theater verfügt derzeit über 1.129 Sitzplätze und 50 Stehplätze. Von März 2022 bis Oktober 2024 wurde das Theater an der Wien umfassend saniert. Für die Dauer der Sanierung wurde das MuseumsQuartier | Halle E als vorübergehende Spielstätte genutzt. 

## Geschichte

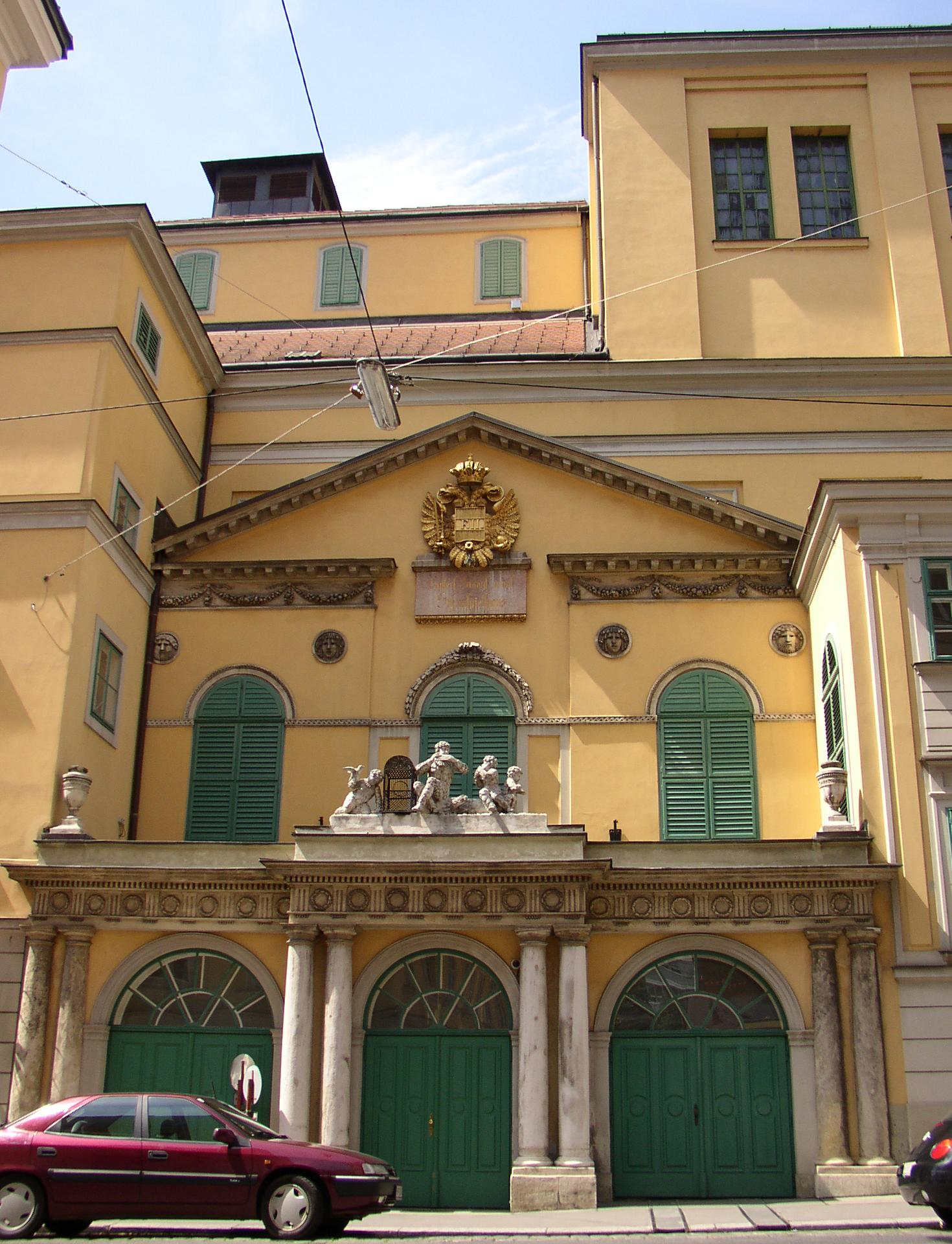
Papagenotor in der Millöckergasse

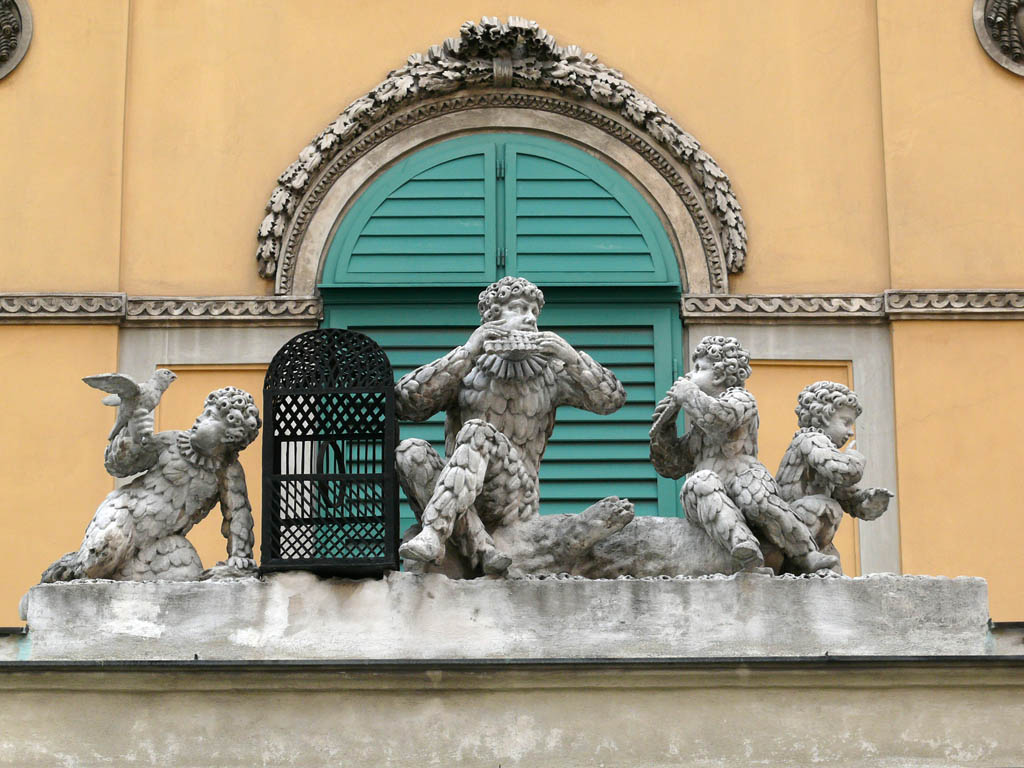
Papageno und seine Geschwister aus Peter v. Winters Der Zauberflöte zweyter Theil. Das Labyrinth

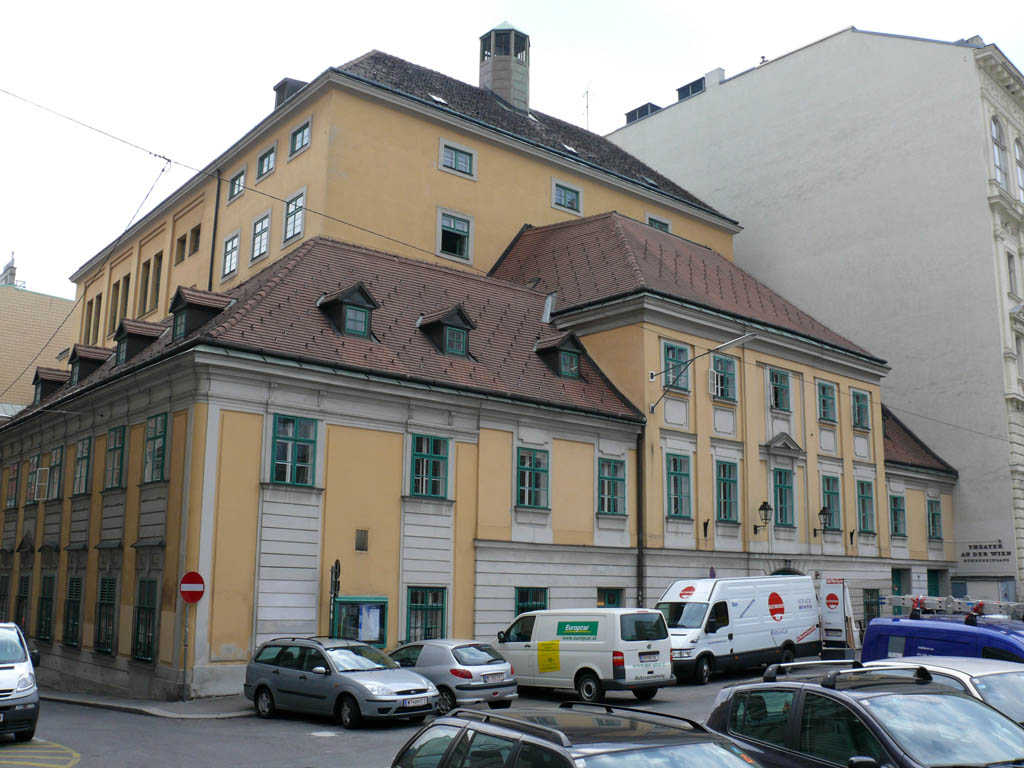
Das Theater von der seit 1801 kaum veränderten Rückseite (Lehárgasse)

Konnte sich die vermögende (Wiener) Gesellschaft im 18. Jahrhundert ihr Bedürfnis nach Theater an den beiden Hofbühnen (Nationaltheater sowie Kärntnerthor-Theater) erfüllen, nutzten die minder bemittelten Schichten bis in das späte 18. Jahrhundert Aufführungen von (oft auf Sensationen abstellenden) Wanderbühnen der Vorstädte. Vor 1800 existierten zwar vereinzelt vorstädtische feste Theaterbühnen, doch hatten diese meist nur kurzen Bestand. Bleibender Bestand widerfuhr nur drei Vorstadttheatern: dem k. k. priv. Theater in der Leopoldstadt (1781), dem Theater in der Josephstadt (1788) sowie dem Theater an der Wien (1801).
Das unweit gelegene, 1787 eröffnete und ein Provisorium darstellende Freihaustheater war 1799 finanziell am Ende, als Emanuel Schikaneder, Textdichter der Zauberflöte und Leiter des Hauses seit 1792, dem theaterleidenschaftlichen Kaufmann Bartholomäus Zitterbarth (1751–1806) zum 1. März 1799 das Freihaustheater um 63.266 Gulden abtrat. Zitterbarth hatte bereits 130.000 Gulden in das Objekt gesteckt und hoffte, durch den Kauf das seit 1786 zugunsten von Schikaneder bestehende Privileg für den Neubau eines Theaters übertragen zu erhalten. Dies wurde jedoch versagt. Zitterbarth und Schikaneder – beide Freimaurer – wurden Kompagnons, und noch 1799 erwarb Zitterbarth die Liegenschaft, während Schikaneder um die Baubewilligung für das geplante Theater ansuchte und diese mit 3. April 1800 von Kaiser Franz II. bestätigt erhielt.
Der nach nur dreizehn Monaten Bauzeit am 13. Juni 1801 eröffnete, im Empirestil gehaltene Bau ist außen heute nur noch an der Lehár- und (stark verändert) an der Millöckergasse erhalten, wo das Papagenotor (des Pester Bildhauers Jacob Schroth) den Erbauer als Papageno mit seinen jüngeren Geschwistern in der heroisch-komischen Oper Das Labyrinth (1798, Fortsetzung der Zauberflöte) zeigt. 1803 und 1804 wohnte Ludwig van Beethoven während der Komposition seiner Oper Leonore einige Zeit in einem hinteren Trakt des Theatergebäudes.
Am 9. Jänner 1808 widerfuhr dem k.k. privilegierten Schauspielhaus an der Wien als einzigem Wiener Theater die besondere Ehre, im Rahmen der Feierlichkeiten zu der am 6. des Monats vorangegangenen Vermählung von Kaiser Franz II. mit Maria Ludovika Beatrix von Modena eine von den frisch Getrauten und deren Familie zu besuchende Vorstellung auszurichten. In dem dafür aufwendig adaptieren Haus wurde die Oper Armide mit der Musik von Christoph Willibald Gluck gegeben.
Der als äußerst wohltätig anerkannte Eigentümer und Direktor des Theaters in der Josefstadt, Franz Pokorny (1797–1850), erwarb im Mai 1845 zusätzlich das (Ende August 1845 als baulich wie bühnentechnisch adaptiert wieder zu eröffnende) Theater an Wien und übernahm dessen Leitung. Im Revolutionsjahr 1848 entsprach Pokorny dem herrschenden Denken der Straße mit der (behördlich genehmigten) Umbenennung des Hauses auf National-Theater an der Wien. Die Namensänderung wurde am 13. April 1848 mit der 13. Aufführung von Roderich Benedix’ Das bemooste Haupt oder Der lange Israël vollzogen und hatte im Weiteren zur Folge, dass der kaiserliche Hof dem Theater fernblieb und 1849 durch Kündigung der Loge sich vollständig vom Haus distanzierte. Pokorny hatte sich in jenen Jahren mit dem Engagement großer Namen wie Jenny Lind und Giacomo Meyerbeer finanziell übernommen. 1848 war ein geregelter Spielbetrieb nicht mehr möglich, und Pokorny kündigte zum 1. September des Jahres dem gesamten Opernpersonal.
Nach dem Tod von Franz Pokorny am 5. August 1850 übernahm sein Sohn Alois Pokorny (1825–1883) die Führung des National-Theaters an der Wien. Bereits 1852 waren die pecuniären Verhältnisse des Theaters so zerrüttet, dass fällige Gagen nur selten ausbezahlt wurden. Dieser Zustand änderte sich auch in den folgenden Jahren nicht. Im April 1860 vermietete Pokorny die Bühne gegen eine bestimmte Summe an Matteo Salvi (1816–1887), einen italienischen Gesangslehrer, der, obwohl ihm wegen seiner Leistung das „gesammte Publikum“ seine Missbilligung aussprach, wenig später zum Direktor des Hofoperntheaters ernannt wurde. In der Ballsaison 1861/62 beabsichtigte Pokornys Bruder, der als Sequester eingesetzte Hauptmann Anton Pokorny, durch das Abhalten von Bällen die Theaterkasse aufzubessern, jedoch hielt schlechte, mit einem Unfall bei der ersten Veranstaltung verbundene Organisation das Publikum fern. Mit Ende März 1862 wurde das Haus bis auf Weiteres geschlossen. Im Mai 1862 wurde der von Alois Pokorny angestrebte Konkurs gerichtlich angenommen und damit dessen Leitung des Hauses beendet.
Nach Aufführungen von Werken aus allen Theatergattungen, darunter auch von Possen Nestroys und anderer Vertreter des Alt-Wiener Volkstheaters, folgte die „Goldene Operettenzeit“ mit Werken von Johann Strauss und Carl Millöcker, später die „Silberne“ mit Franz Lehár als namhafteste Vertreter. In dieser Zeit wurde das fünf Monate geschlossen gewesene Haus von 1. September 1862 bis 26. Juli 1869 von dem bis dahin am Theater in Temeschwar tätig gewesenen Friedrich Strampfer geleitet, anschließend bis 1875 von Marie Geistinger und Maximilian Steiner, dann bis zu Steiners Tod 1880 von diesem allein und anschließend von seinem Sohn Franz Steiner. Im Jahr 1884 übernahm Alexandrine von Schönerer die Leitung des Hauses, zeitweise gemeinsam mit Camillo Walzel und Franz Jauner. Von 1902 bis 1911 war die Direktion in den Händen von Wilhelm Karczag und Karl Mathias Wallner; die Theaterprogramme wurden damals von Remigius Geyling gestaltet.
Nach dem Zweiten Weltkrieg diente das Haus zunächst als Ausweichquartier für das Ensemble der zerbombten Wiener Staatsoper. Unter Karl Böhm und Josef Krips fanden hier legendäre Aufführungen von Mozart-Opern statt, die zum Teil auch auf Tonträgern dokumentiert sind.
1960 erwarb die Stadt Wien das Theater von den bisherigen Eigentümern, der Familie Marischka, um es als Festspielhaus für die Wiener Festwochen und Gastspiele zu verwenden.
Bereits seit 1962 diente das Theater an der Wien in den Sommermonaten alljährlich auch den Wiener Festwochen sowie einige Jahre auch dem Klangbogen als Spielstätte. 2000 und 2007 war das Theater Gastgeber der Nestroy-Verleihung.
Das Theater an der Wien bildet gemeinsam mit dem Raimund Theater und dem Ronacher die Vereinigten Bühnen Wien.

## Ur- und Erstaufführungen von Musicals
In den 1990er-Jahren erlangte das Theater neue Berühmtheit durch Uraufführungen und deutschsprachige Erstaufführungen von Musicals. Ab 1983 war Peter Weck Intendant des Hauses, der das deutschsprachige Musical hier zur Blüte führte. Zunächst gelangte u. a. Cats von Andrew Lloyd Webber am 24. September 1983 zur deutschsprachigen Erstaufführung. Während danach das die Psychoanalyse Sigmund Freuds aufgreifende Musical Freudiana von Eric Woolfson nur begrenzten Erfolg zeigte, wurde Anfang der 1990er Jahre das Musical Elisabeth von Michael Kunze und Sylvester Levay zu einem jahrelangen Dauerbrenner und bald zum erfolgreichsten deutschsprachigen Musical aller Zeiten, mit weltweit bereits mehr als 8 Millionen Besuchern.

## Wiens drittes Opernhaus
Mit dem Mozartjahr 2006 wurde die Tradition der zeitgenössischen leichten Muse aufgegeben und das Theater zu einer Spielstätte für Opern, insbesondere der Wiener Klassik. Zu dessen Intendanten bestellt wurde der Musikmanager Roland Geyer, der bis dahin als Leiter der Festivals KlangBogen und OsterKlang hervorgetreten war. Das organisatorisch zur Wien Holding gehörende, also in städtischer Trägerschaft befindliche Haus trat damit als drittes Opernhaus der Stadt in Konkurrenz zu den beiden als Bundestheater geführten Traditionshäusern Wiener Staatsoper und Volksoper Wien. Anders als die genannten Institute wird das Theater an der Wien nicht als Repertoiretheater mit eigenem Ensemble geführt, sondern nach dem Stagionesystem blockweise bespielt. Konzeptionell will sich das Haus neben dem Schwerpunkt Mozart und Wiener Klassik einerseits mit Aufführungen von Barockopern und andererseits mit einer Hinwendung zum 20. und 21. Jahrhundert (Uraufführungen, Wiederentdeckungen) positionieren. Die Opernproduktionen werden von verschiedenen Orchestern bestritten, u. a. von den Wiener Symphonikern, dem Radio-Symphonieorchester Wien und dem Concentus Musicus Wien.
Das Inaugurationskonzert am 8. Jänner 2006 dirigierte Plácido Domingo. Mit dem Semperdepot wurde im Rahmen des KlangBogen-Festivals, das 2006 zum letzten Mal stattfand und in den Spielbetrieb des Theaters an der Wien integriert wurde, auch eine zweite Spielstätte bespielt (Uraufführung der Oper Don Juan kommt aus dem Krieg).
2007 entsteht mit Jugend an der Wien das Vermittlungsprogramm des Theaters an der Wien. Individuelle Workshops mit Diskussionen über Inhalte, Inszenierung und gesellschaftliche Relevanz bereiten Schulklassen auf die Opernproduktionen vor. Der Teilbereich Jugend macht Oper ermöglicht es Jugendlichen, selbst auf der Bühne zu stehen oder im Orchestergraben zu musizieren. Mit Beginn der Spielzeit 22/23 wird die Musiktheatervermittlung in TaWumm! umbenannt. Neuer Bestandteil ist zudem die jährlich zur Weihnachtszeit stattfindende Familienoper.
2010 wurde im großen Pausenraum, genannt Hölle, an die legendäre Zeit des literarisch-musikalischen Kabaretts zwischen 1906 und 1930 angeknüpft. Unter der Leitung von Georg Wacks fand bis 2022 in den historischen Räumlichkeiten jährlich eine kabarettistische Revue statt.
Seit September 2012 bespielt das Theater an der Wien zusätzlich zum Haus an der Wienzeile die Wiener Kammeroper. Dem hierfür gegründeten Jungen Ensemble bietet die kleine Bühne am Fleischmarkt jeweils für zwei Jahre die Möglichkeit, sich in großen Rollen zu erproben. Zudem sind die JET-Mitglieder aber auch in kleinen Rollen auf der großen Bühne des Theaters an der Wien zu erleben. Seit der Spielzeit 22/23 und mit Beginn der Intendanz von Stefan Herheim beherbergt die Kammeroper den Campus, ein Projekt zur Förderung angehender junger Künstler.
Von März 2022 bis Oktober 2024 wurde das historische Haus an der Wienzeile umfangreich saniert. Als vorübergehende Ausweichspielstätte diente die Halle E im MuseumsQuartier. Das gesamte Theater von der Hölle bis zum 3. Rang ist nun barrierefrei zugänglich.
Mit der Saison 2022/23 wurde der international renommierte Opernregisseur Stefan Herheim Intendant des MusikTheaters an der Wien.

## Ur- und Erstaufführungen (unvollständige Liste)
- 1801 – Alexander von Franz Teyber

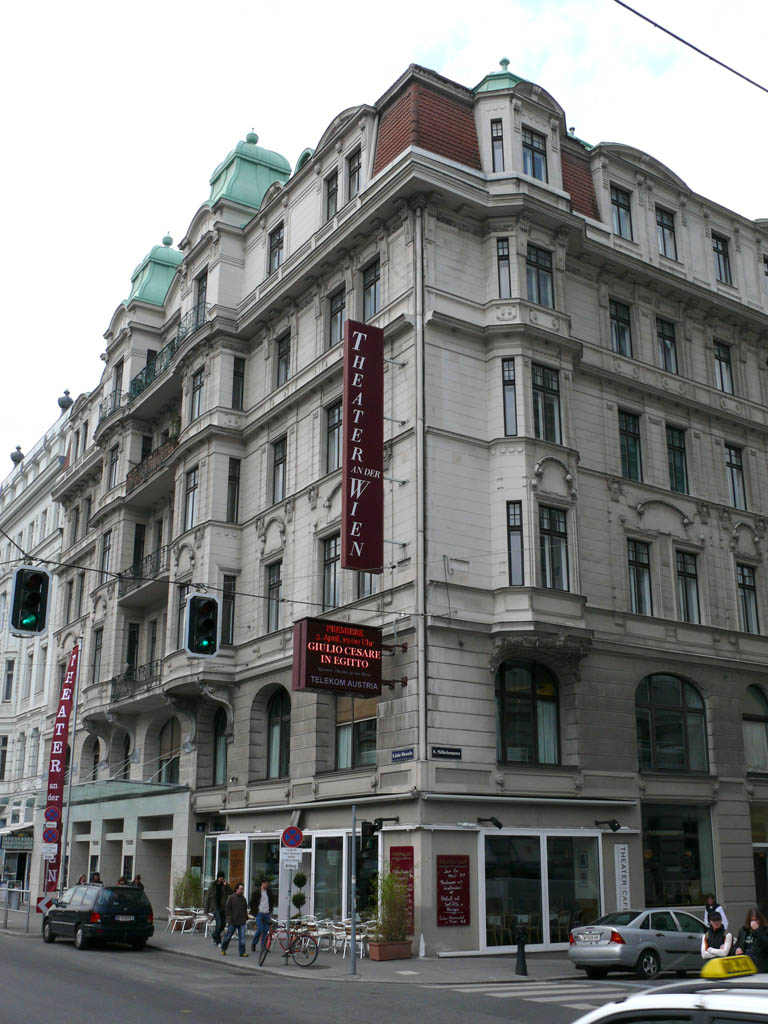
Fassade zur Linken Wienzeile und Millöckergasse, erbaut nach 1900 durch Fellner & Helmer, Zustand seit 2006

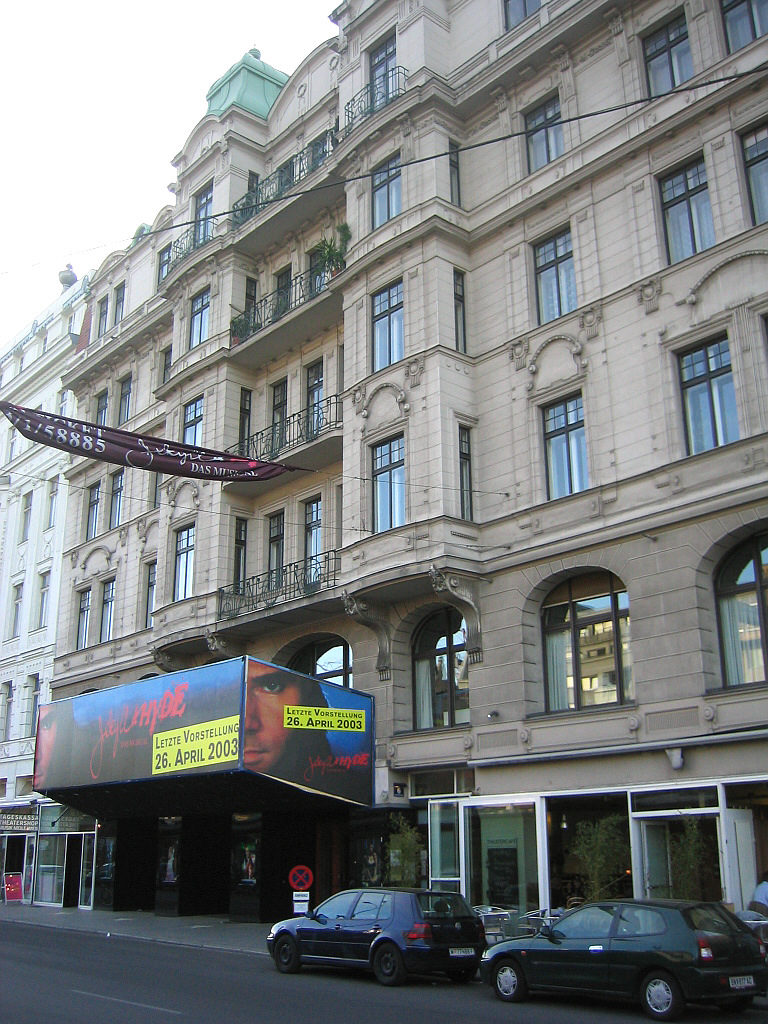
Vorderhaus zum Naschmarkt. Musical-Vorbau am Portal nach 2005 verändert.

- 1803 – 2. Sinfonie von Ludwig van Beethoven – erste öffentliche Aufführung
- 1804 – Die Neger von Antonio Salieri
- 1805 – 3. Sinfonie (Eroica)  von Ludwig van Beethoven – erste öffentliche Aufführung
- 1805 – Fidelio (1. Fassung, Fidelio oder Die eheliche Liebe) von Ludwig van Beethoven
- 1806 – Fidelio (2. Fassung, Leonore oder Der Triumph der ehelichen Liebe) von Ludwig van Beethoven
- 1808 – 5. Sinfonie von Ludwig van Beethoven – erste öffentliche Aufführung
- 1808 – 6. Sinfonie (Pastorale) von Ludwig van Beethoven – erste öffentliche Aufführung
- 1808 – Fantasie für Klavier, Chor und Orchester von Ludwig van Beethoven
- 1810 – Das Käthchen von Heilbronn von Heinrich von Kleist
- 1811 – Der König und sein Stubenheizer von Wilhelm Vogel[18]
- 1813 – Der vierjährige Posten von Carl Steinacker, Libretto: Theodor Körner
- 1817 – Die Ahnfrau von Franz Grillparzer
- 1820 – Die Zauberharfe, Melodram mit Musik von Franz Schubert
- 1823 – Rosamunde, Fürstinn von Cypern von Helmina von Chézy, Musik von Franz Schubert
- 1826 – Kunz von Kaufungen von Carl Heinrich Zöllner (UA 27. März 1826)
- 1844 – Der Zerrissene von Johann Nepomuk Nestroy
- 1846 – Der Waffenschmied von Albert Lortzing
- 1859 – Ein Wiener Volkssänger von Johann Fürst, Musik: Adolf Müller sen. (15. September 1859)[19]
- 1860 – Das Pensionat von Franz von Suppè
- 1870 – Der Pfarrer von Kirchfeld von Ludwig Anzengruber
- 1871 – Indigo und die 40 Räuber von Johann Strauss
- 1871 – Der Meineidbauer von Ludwig Anzengruber
- 1872 – Die Kreuzelschreiber von Ludwig Anzengruber
- 1873 – Die Tochter des Wucherers von Ludwig Anzengruber
- 1874 – Die Fledermaus von Johann Strauss
- 1874 – Der G’wissenswurm von Ludwig Anzengruber
- 1875 – Cagliostro in Wien von Johann Strauss
- 1876 – Doppelselbstmord von Ludwig Anzengruber
- 1876 – Joconde von Carl Zeller
- 1877 – Der ledige Hof von Ludwig Anzengruber
- 1877 – Nanon von Richard Genée
- 1878 – Das verwunschene Schloss von Carl Millöcker
- 1879 – Gräfin Dubarry von Carl Millöcker
- 1879 – Madame Favart von Jacques Offenbach
- 1880 – Das Spitzentuch der Königin von Johann Strauss
- 1880 – Apajune, der Wassermann von Carl Millöcker
- 1881 – Der lustige Krieg von Johann Strauss
- 1882 – Der Bettelstudent von Carl Millöcker
- 1884 – Gasparone von Carl Millöcker
- 1885 – Der Zigeunerbaron von Johann Strauss
- 1887 – Bellmann von Franz von Suppè
- 1888 – Der Liebeshof von Adolf Müller junior
- 1890 – Der arme Jonathan von Carl Millöcker
- 1891 – Der Vogelhändler von Carl Zeller
- 1894 – Der Obersteiger von Carl Zeller
- 1896 – General Gogo von Adolf Müller junior
- 1897 – Die Göttin der Vernunft von Johann Strauss (13. März 1897)
- 1902 – Wiener Frauen von Franz Lehár
- 1903 – Bruder Straubinger von Edmund Eysler
- 1903 – Der Lebemann von Alfred Grünfeld
- 1905 – Die lustige Witwe von Franz Lehár (30. Dezember 1905)
- 1908 – Der tapfere Soldat von Oscar Straus
- 1914 – Endlich Allein von Franz Lehár
- 1915 – Auf Befehl der Kaiserin von Bruno Granichstaedten
- 1916 – Die Rose von Stambul von Leo Fall
- 1922 – Frasquita von Franz Lehár
- 1923 – Bacchusnacht von Bruno Granichstaedten
- 1923 – Die Perlen der Cleopatra von Oscar Straus
- 1925 – Der Orlow von Bruno Granichstaedten
- 1926 – Die Zirkusprinzessin von Emmerich Kálmán
- 1927 – Die gold’ne Meisterin von Edmund Eysler
- 1930 – Reklame! von Bruno Granichstaedten
- 1932 – Sissy von Fritz Kreisler
- 1934 – Der singende Traum von Richard Tauber
- 1934 – Die gelbe Lilie von Michael Krasznay-Krausz
- 1936 – Axel an der Himmelstür von Ralph Benatzky
- 1968 – Der Mann von La Mancha von Mitch Leigh, deutschsprachige Erstaufführung
- 1972 – Helden, Helden von Udo Jürgens
- 1980 – Jesu Hochzeit von Gottfried von Einem und Lotte Ingrisch (18. Mai 1980)
- 1981 – Netzwerk von Friedrich Cerha (31. Mai 1981)
- 1983 – Cats von Andrew Lloyd Webber, deutschsprachige Erstaufführung (24. September 1983)
- 1988 – Das Phantom der Oper von Andrew Lloyd Webber, deutschsprachige Erstaufführung
- 1990 – Freudiana von Eric Woolfson (Musik) und Brian Brolly
- 1992 – Elisabeth von Sylvester Levay und Michael Kunze
- 1995 – Die Wände von Adriana Hölszky und Thomas Körner
- 1999 – Mozart! von Sylvester Levay und Michael Kunze (12. Oktober 1999)
- 2001 – Jekyll & Hyde (Musical) von Frank Wildhorn, (2001 bis 2003)
- 2006 – I hate Mozart! von Bernhard Lang und Michael Sturminger
- 2009 – Haydn bricht auf von Bernhard Lang und Kabinetttheater
- 2010 – Die Besessenen von Johannes Kalitzke, Uraufführung
- 2010 – Il postino von Daniel Catán, Europäische Erstaufführung
- 2011 – Gogol, Oper von Lera Auerbach, Uraufführung
- 2013 – A Harlot’s Progress, Oper von Iain Bell und Peter Ackroyd, Uraufführung
- 2020 – Egmont, Oper von Christian Jost und Christoph Klimke, Uraufführung

## Besitzer
- Bartholomäus Zitterbarth (13. Juni 1801 bis 14. Februar 1804)[20]
- Peter Freiherr von Braun (15. Februar 1804 bis 31. Dezember 1806)
- Die Gesellschaft der Cavaliere (1. Jänner 1807 bis 30. September 1813)[Anm. 6]
- Ferdinand Graf Palffy von Erdöd (1. Oktober 1813 bis 14. Dezember 1826)
- Die Freiherr von Wimmer’schen Erben und Cajetan Hruschowsky Ritter von Hruschowa (15. Dezember 1826 bis 4. Juni 1827)
- Cajetan Hruschowsky Ritter von Hruschowa (5. Juni 1827 bis 5. Dezember 1832). Seine Gattin, Freiin von Wimmer, hatte ihm ihren Anteil abgetreten.
- Die Hruschowsky’schen Erben (6. Dezember 1832 bis 30. August 1841)
- Franz Pokorny und (bis zu ihrem Tode) Gattin Marie (1. Mai 1845 bis 5. August 1850)
- Die Pokorny’schen Erben (6. August 1850 bis Mitte August 1858)
- Alois Pokorny (Mitte August 1858 bis 16. April 1873)
- Gustav von Leon (1839–1898) (55/100 Anteile), Alexander Lippmann (35/100 Anteile) und Erwin Suchanek (10/100 Anteile) (17. April 1873 auf einige Monate)
- Gustav von Leon (60/100 Anteile) und Alexander Lippmann (40/100 Anteile) (1. Jänner 1874 bis 25. Dezember 1880)
- Franz Jauner (26. Dezember 1880 bis 16. Juni 1884)
- Alexandrine von Schönerer (17. Juni 1884 bis 30. April 1900)
- Leon Doret,[Anm. 7] Emil Freiherr von Kubinsky (1843–1907) und Josef von Simon (1854–1926)[Anm. 8] (1. Mai 1900 bis Anfang 1908)
- Leon Doret, Emil Freiherr von Kubinsky’sche Erben und Josef von Simon (Anfang 1908 bis 19. Juni 1913)
- Leon Doret, Josef von Simon und (mit 50/100 Anteilen) Helene Waldberg (20. Juni 1913 bis 7. Mai 1924)
- Helene Waldberg (50/100 Anteile), Hubert Marischka-Karczag (25/100 Anteile), Lilian Marischka-Karczag (25/100 Anteile) (8. Mai 1924 bis 31. Dezember 1929)
- Hubert Marischka-Karczag (25/100 Anteile), Lilian Marischka-Karczag (25/100 Anteile) (1. Jänner 1930 bis 12. Juni 1940)
- Gemeinde Wien (100/100 Anteile) (13. Juni 1940)[Anm. 9]
- Gemeinde Wien (11. April 1960)[17]

## Direktoren
- Emanuel Schikaneder (13. Juni 1801 bis 30. Mai 1802)[21]
- Bartholomäus Zitterbarth (31. Mai 1802 bis 14. Februar 1804). Er wurde von Schikaneder, der direktoriale Vollmachten besaß, unterstützt.
- Peter Freiherr von Braun (15. Februar 1804 bis 31. Dezember 1806). Zu seiner Unterstützung: Joseph von Sonnleithner (16. Februar 1804 bis 31. August 1804); Emanuel Schikaneder (1. September 1804 bis 31. Dezember 1806)
- Die Gesellschaft der Cavaliere (1. Jänner 1807 bis 31. Dezember 1809). Cavaliere: Fürst Franz Josef Lobkowitz (1772–1816), Leiter der Oper; Ferdinand Graf Palffy, Leiter des Schauspieles; Stephan Graf Zichy (1780–1853), Leiter des Balletts; Hieronymus Graf von Lodron († 1824), Leiter der Regie
- Ferdinand Graf Palffy von Erdöd (1. Jänner 1810 bis 30. September 1813). Mit Unterstützung zweier, später nur eines Cavaliers.
  - — (1. Oktober 1813 bis 30. November 1821). In dieser Zeit wirkten als Vizedirektoren oder Generalsekretäre: Georg Friedrich Treitschke (1. Oktober 1813 bis 31. Dezember 1813); Joseph Schreyvogel (1. April 1814 bis 31. Dezember 1814); Carl Friedrich Hensler (20. Jänner 1817 bis 31. August 1817); als Oberdirektor: Peter Freiherr von Braun (4. Februar 1818 bis 11. Februar 1819)
- Domenico Barbaja (1. Dezember 1821 bis 30. Juni 1822). Die sogenannte vereinigte Administration mit dem Kärntnertortheater.
- Ferdinand Graf Palffy von Erdöd (1. Juli 1822 bis 31. Mai 1825). Zu seiner Unterstützung als Generalsekretär mit direktorialen Vollmachten: Wilhelm Vogl (1. Juli 1822 bis 31. Mai 1824)[Anm. 10]
  - — (1. Juni 1824 bis 31. Mai 1825)

Theater gesperrt vom 1. Juni 1825 bis 17. August 1825.
- Carl Carl (18. August 1825 bis 30. April 1826)

Theater gesperrt vom 1. Mai 1826 bis 14. Mai 1826.
- Hensler’sche Erben mit den Mitgliedern der Theater Josephstadt sowie an der Wien (15. Mai 1826 bis 15. Juli 1826)

Theater gesperrt vom 16. Juli 1826 bis 2. Oktober 1826.
- Karl Carl (3. Oktober 1826 bis 14. Dezember 1826)

Theater gesperrt vom 15. Dezember 1826 bis 27. Mai 1827.
- Karl Carl und die Hensler’schen Erben (gemeinsame Pacht, 28. Juni bis Ende Juni 1831)
- Karl Carl (5. Juli 1831 bis 30. April 1845)
- Franz Pokorny (1. Mai 1845 bis 5. August 1850), 1850 unterstützt von seinem Sohne Alois Pokorny.
- Alois Pokorny (5. August 1850 bis 22. Mai 1862). In den letzten Monaten seiner Direktionstätigkeit, als die Konkursanmeldung notwendig wurde, unterstützt von seinem Bruder Anton Pokorny als Mitdirektor und einem Gesellschaftsausschuß der Theatermitglieder. Als Sekretäre wirkten unter Alois Pokorny: Franz Treumann (September 1850 bis Ende Dezember 1850); als dessen Nachfolger: Heinrich Mirani (Jänner 1851 bis zum Ende der Direktionstätigkeit Pokornys)
- Friedrich Strampfer (1. September 1862 bis 26. Juli 1869)
- Marie Geistinger und Maximilian Steiner (1. August 1869 bis 15. Mai 1875), gemeinsame Direktion.
- Maximilian Steiner (16. Mai 1875 bis 29. Mai 1880). Von Jänner 1880 an unterstützt von seinem Sohne Franz.
- Franz Steiner (1. Juni 1880 bis 30. April 1884)
- Alexandrine von Schönerer und Konsortium Kamillo Walzel, Franz Jauner und kurze Zeit Alexander Girardi. Pächter: Kamillo Walzel (1. September 1884 bis 30. Juni 1889)
- Alexandrine von Schönerer und Franz Jauner (1. Juli 1889 bis Saisonschluss 1895)
- Alexandrine von Schönerer (Saisonbeginn 1895 bis 30. April 1900). Als Direktorstellvertreter wirkten: Wilhelm Jäger (1895 bis 1898); Andreas Amann (1898 bis 1899) und Georg Lang (1899 bis 1900)
- Karl Langkammer (5. September 1900 bis 14. April 1901)
- Wilhelm Karczag und Georg Lang (5. September 1900 bis 14. April 1901), gemeinsam
- Wilhelm Karczag und Karl Mathias Wallner (1. Juni 1902 bis 31. Mai 1911), gemeinsam
- Wilhelm Karczag (1. Juni 1911 bis 1923). Im letzten Jahr zusammen mit Hubert Marischka als Stellvertreter.
- Hubert Marischka und Wilhelm Karczag (Herbstsaison 1923 bis 1. März 1935)[Anm. 12]
- Hans Knappl (30. August 1935 bis 21. Juni 1936). Das Theater wurde in gewerblicher Form betrieben.
- Arthur Hellmer (1. September 1936 bis 16. März 1938)

Ab 15. April 1938 keine Direktion mehr, sondern nur vorübergehende Gastspiele des Löwinger Bauerntheaters und der Exlbühne (Abschiedsvorstellung: 31. Mai 1939)

Theater gesperrt vom 1. Juni 1939 bis 5. Oktober 1945.

Wiedereröffnung als Ersatzquartier für die am 12. März 1945 ausgebombte Wiener Staatsoper (6. Oktober 1945).

Wiedereröffnung als Theater an der Wien (28. Mai 1962)
- Fritz Klingenbeck (1962–1965)
- Rolf Kutschera (1965–1983)
- Peter Weck (1983–1992)
- Rudolf Klausnitzer (1992–2006)
- Roland Geyer (2006–2022)
- Stefan Herheim (ab 2022/23)

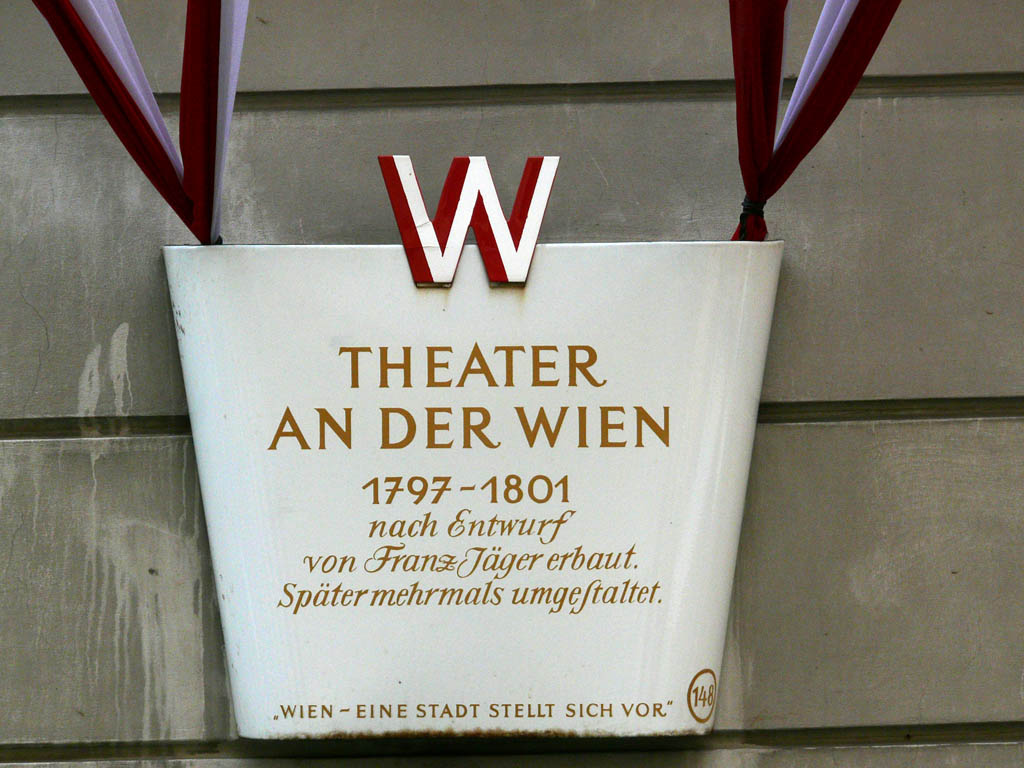
Informationstafel des Wiener Tourismusverbandes
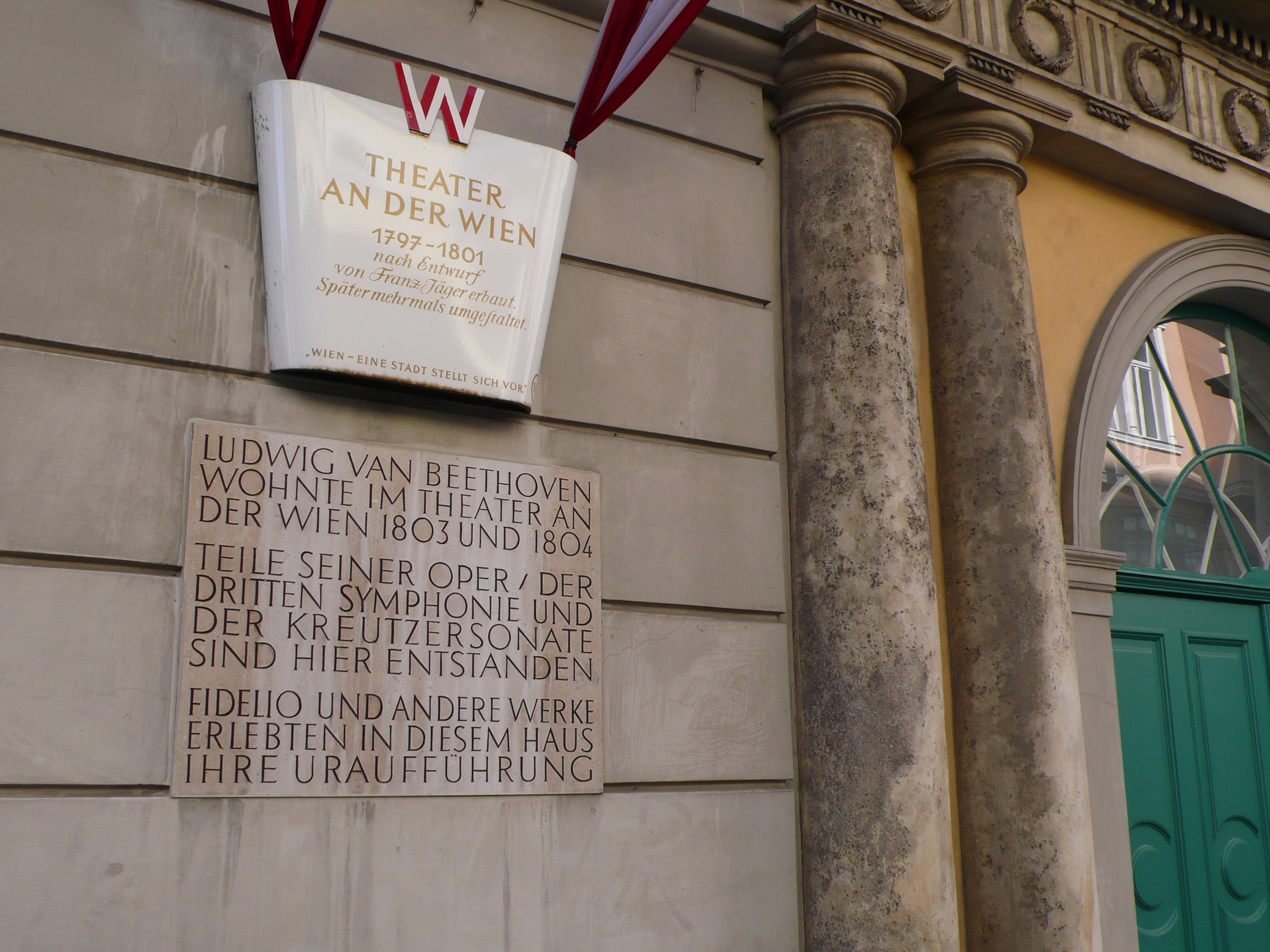
Tafel zu Beethoven und Uraufführungen
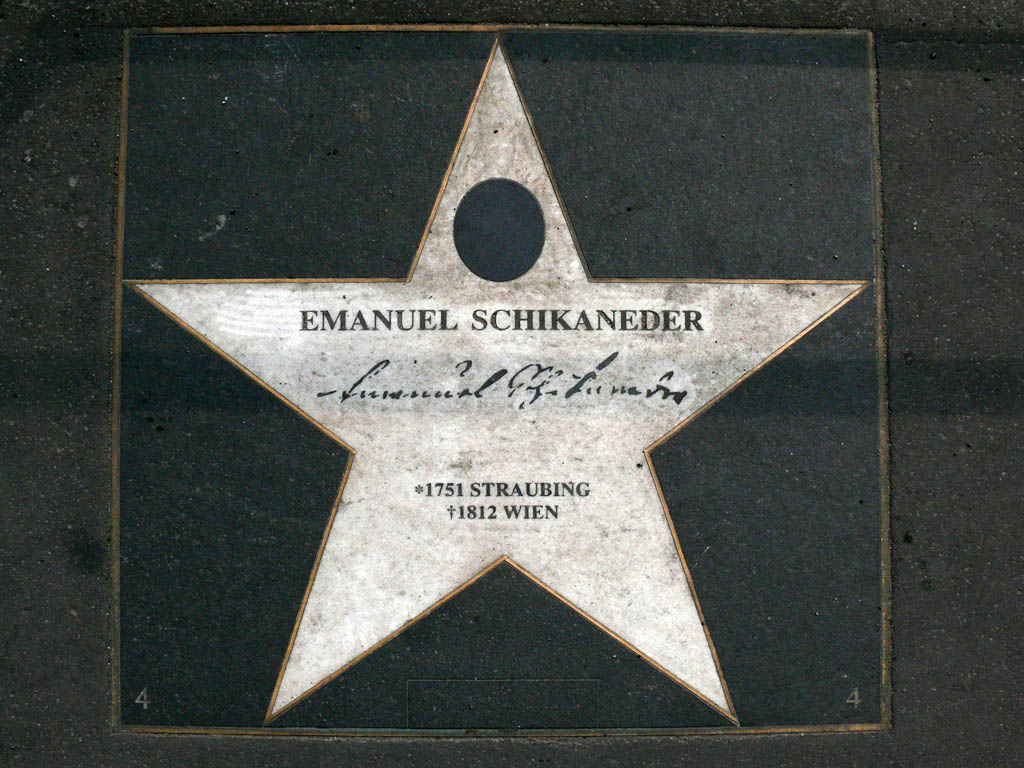
Gedenkstern Schikaneder
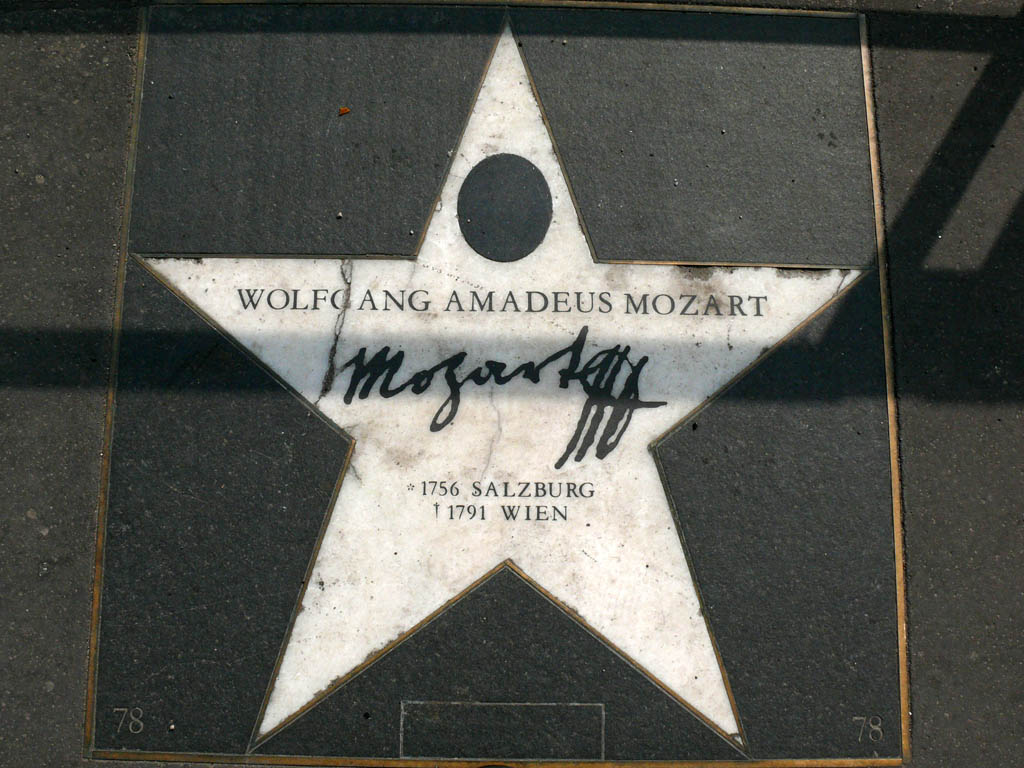
Gedenkstern Mozart
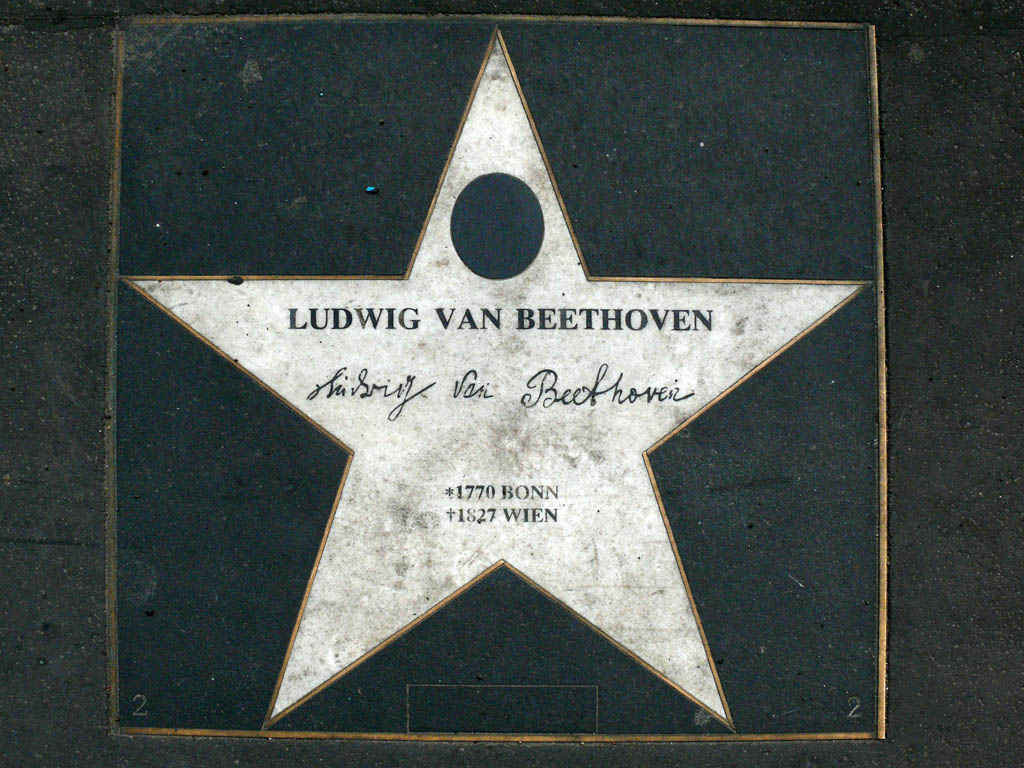
Gedenkstern Beethoven

## Auszeichnungen
2015 wurde die Oper Peter Grimes von Benjamin Britten am Theater an der Wien unter der Regie von Christof Loy und dem Dirigat von Cornelius Meister neu inszeniert. Diese Inszenierung erhielt 2016 den International Opera Award.
Im Rahmen der International Opera Awards 2024 wurde die Inszenierung von Cublai, gran kan de’ Tartari in der Kategorie Wiederentdeckung ausgezeichnet.